# Aphilopota vicaria
Aphilopota vicaria är en fjärilsart som beskrevs av Walker 1860. Aphilopota vicaria ingår i släktet Aphilopota och familjen mätare. Inga underarter finns listade i Catalogue of Life.